# Болничке инфекције
Болничке инфекције, од грч. речи, νοσοκομείον-болница nosos -болест, komeo- да се брину о), интрахоспиталне, нозокомијалне (енгл. nosocomial infection), или кућне инфекција, су све врсте инфекција настала код пацијената и медицинског и немедицинског особља у болници или некој другој здравственој установи.
Епидемиолози болничку инфекцију дефинишу и као: „...локално или системско обољење (стање) које је резултат непожељне реакције организма на присуство инфективног агенса (једног или више) или његових токсина, а које није било присутно нити је пацијент био у инкубацији приликом пријема у болницу или неку другу здравствену установу“. Једна инфекција сматраће се болничком: ако је настала у болници и постала евидентна 48 часова (типичан инкубациони период за већину бактеријских болничких инфекција) после пријема пацијента у болницу, или касније; ако се утврди да је повезана са хируршком интервенцијом, а испољи се у току 30 дана после хируршке интервенције у случају да имплантат није уграђен, или у току једне године ако је уграђен; ако се испољила после отпуста пацијента из болнице, а епидемиолошки подаци показују да је настала у болници; ако је настала у новорођенчета као резултат пролаза кроз порођајни канал мајке.
Болничке инфекције представљају значајан здравствени и општедруштвени проблем, са низом могућих последица; медицинских, економских, етичких и законских. Учесталост болничких инфекција је различита у различитим болничким срединама. Тачна учесталост непознаница је, због непотпуног откривања и пријављивања ових инфекција, хетерогености података прикупљаних применом различите методологије у различитим временским периодима и земљама. Процењује се да је у развијеним земљама стопа инциденције болничких инфекција, код свих болнички лечених пацијената 5–10%, а на одељењима интензивне неге од 15–20%. Учесталост болничких инфекција, код свих болнички лечених, у неразвијеним земљама је значајно већа и креће се од од 10%-38,7%.

## Дефиниција болничке инфекције
Нека инфекција сматраће се болничком инфекцијом:
- Ако је настала у болници и постала евидентна 48 сати после пријема пацијента у болницу, или касније (типичан инкубациони период за већину бактеријских болничких инфекција).
- Ако се утврди да је повезана са хируршком интервенцијом, а испољи се у току 30 дана после хируршке интервенције у случају да имплантант није уграђен, или у току једне године од уградње имплантата.
- Ако се испољила после отпуста пацијента из болнице, а епидемиолошки подаци показују да је настала у болници.
- Ако је настала у новорођенчета као резултат пролаза кроз порођајни канал мајке.

Болничком инфекцијом се не сматрају:
- Компликације раније настале инфекције или продужење инфекције присутне при пријему у болницу, осим ако промена узрочника или знакова и симптома не указују јасно на настанак нове инфекције.
- Инфламација, стање које настаје као одговор ткива на повреду или стимулацију незаразним (неинфективним) агенсима, као што су хемикалије.
- Колонизација, тј. присуство микроорганизама на кожи, слузокожи, у отвореним ранама или у излучевинама (екскретима и секретима који не проузрокују клиничке знаке и симптоме.
- Инфекција новорођенчета за коју се зна или докаже да је настала трансплацентарно (нпр. токсоплазмоза, рубеола, цитомегаловирусна инфекција, или сифилис).

| „ | Са изузетком неколико ситуација наведених у дефиницијама, не постоји специфично време у току или после болничког лечења које би јасно одредило једну инфекцију као болничку. Зато свака инфекција мора бити индивидуално процењена како би се доказала њена повезаност са болничким лечењем. | ” |

### Дефиниција епидемије болничке инфекције
Дефиниција епидемије;

„Епидемија представља појаву болести у броју који превазилази њену уобичајену учесталост у одређеној популацији у датом временском периоду“.
Епидемија болничке инфекције

Појава болничких инфекција изазваних истим узрочником у броју који превазилази уобичајену учесталост у одређеној групи пацијената у датом временском периоду. Болничке инфекције које чине епидемију епидемиолошки су повезане, не само по месту и времену јављања, већ и по предузетим поступцима у дијагностици, нези или лечењу пацијената.

## Узроци настанка болничких инфекција

### Основни узроци
- Велики број извора заразе у једном објекту-установи (болесници, клицоноше, особље)
- Повећана диспозиција болесника због примарног обољења
- Продужена експозиција болесника према инфекцији
- Лоша архитектонска решења у болничким објектима, неодговарајућа тзв. просторна и персонална сепарација.

### Инфективни агенси
| Узрочници                  | Изазивачи                                                    | Патогени |
| -------------------------- | ------------------------------------------------------------ | --- |
| Конвенционални узрочници   | • Патогене бактерије                                         | - Грам позитивне бактерије: • Staphylococcus aureus, Enterococcus spp. - Грам негативне бактерије: • Escherichia coli, Pseudomonas aeruginosa, • Остале опортунистичке ентеробактерије (Klebsiellaspp., Serratia spp...), • Остале неферментативне (Acinetobacter spp...) |
| Условно патогени узрочници | • Условно патогене бактерије • "Случајно патогене бактерије" | - Коагулаза негативне стафилококе, дифтероиди |
| Опортунистички узрочници   | • Вируси • Други паразитарни узрочници                       | - Вируси који се преносе ваздухом Вирус грипа • Респираторни синцицијални вирус • Параинфлуенца • Варичела-зостер вирус - Вируси који се преносе директним контактом са лезијама на кожи • HSV1 • HSV2 • VZV - Вирусу који се преносе феко-оралним механизмом • Ротавируси и норовируси - Вируси који се преносе путем крви, крвних продуката или контаминираним инструментима • Вирус хумане имунодефицијенције (ХИВ) • Хепатитис Б вирус (ХБВ) • Хепатитис Ц вирус (ХЦВ) - Кваснице • Candida spp. • C. albicans • C. tropicalis • C. glabrata • C.parapsilosis • C. krusei • C. lusitanae • Malassezia furfur • M. pachydermatis • Trichosporon beigelii - Плесни • Aspergillus spp. • Penicillium spp. • Acremonium spp. - Мукоралес • Rhizopus spp. • Mucor spp. • Absidia spp. |

### Резервоари болничких инфекција
| Резервоари                              | Врсте |
| --------------------------------------- | --- |
| Живи резервоари                         | - Пацијенти, њихови пратиоци и посетиоци - Здравствени радници (болничко особље) - Ученици, студенти на пракси |
| Неживи резервоари (из болничке средине) | - Опрема, медицински уређаји - Радне површине - Храна (најзначајнији су вода и друге течности)                 |

### Извори заразе
- Медицинско особље, (оболели или клицоноше) Медицинско особље је углавном носилац - условно патогених микроорганизама
- Новопримљени болесници; клицоноше или болесници у моменту пријама у болницу са недијагностификованом инфекцијом, односно атипичним обољењем;
- Болесници у стадијуму реконвалесценције;
- Мајке породиље су чест извор инфекције за новорођену децу.[1]

### Путеви ширења (преношења) болничких инфекција
- Директан пренос (директним контактом са извором заразе, капљицама-капљична инфекција)
- Индиректан пренос (индиректни контакт, ваздух, лични прибор и одећа)
- Храна, вода и вектори (ретко)

### Улазно место
- Простор оперативног места (око 1,5%)
- Слузокожа урогениталног тракта (инфекције мокраћних путева око 25%)
- Инфекције респираторног и дигестивног тракта (14%)
- Инфекције крви (клинички манифестна сепса - 3.5%)
- Повређена кожа
- Слузокожа полних органа
- Инфекције других органа или система

### Диспозиција за болничких инфекције је највећа код
- Новорођенчади (посебно недоношчади),
- Болесника који се лече цитостатицима, радаиоатерапијом и сл.
- Болесника са поремећајем имунитета,
- Болесника код којих се често примењују медицинске интервенције (хемодијализа) и инвазивне процедуре (уринарни катетер).[1]

## Принципи на којима се заснива дијагностика болничких инфекција
За утврђивање присуства и класификацију болничких инфекција примењују се многобројне медицинске процедуре-тестови: клинички налаз, лабораторијски тестови и друге дијагностичке методе.
- Клинички налаз-потврда болести добија се прегледом пацијента или прегледом одговарајућих извора података о здравственом стању пацијента, као што су температурне листе и историје болести.
- Лабораторијски тестови-микробиолошка потврда укључује изолацију узрочника, доказивање антигена или антитела и микроскопско доказивање узрочника.[4]
- Допунски подаци, добијају се другим дијагностичким поступцима, као што су рендгенско снимање, ултразвучна и компјутеризована томографска испитивања, примена магнетне резонанце, ендоскопске процедуре, хистопатолошка испитивања итд. За инфекције новорођенчади и деце, чије се клиничке манифестације разликују од оних у одраслих особа, примењују се специфични критеријуми.

- Директна опсервација ординирајућег лекара или хирурга, за време операције, ендоскопског испитивања или других дијагностичких процедура као и клиничко просуђивање такође могу бити прихватљив критеријум за постављање дијагнозе болничке инфекције, осим уколико чињенице не показују супротно. За извесне инфекције, међутим, клиничка дијагноза у одсуству других података мора бити пропраћена податком о прописаној одговарајућој антимикробној терапији, како би критеријум био задовољен[1].

### Предиспонирајући фактори
- Узраст (превремено рођена деца, новорођенчад и стрији болесници)
- Раније болести (шећерна болест, ХОБП, цироза јетре, хронична бубрежна инсуфицијенција, канцер, неутропенија)
- Имунодефицијенција (која може бити конгенитална-урођена или стечена, ХИВ, имуносупресивна терапија, малнутриција)
- Прекид континуитета коже и слузокожа (као последица траума, опекотине, ендоскопске процедура, хируршке интервенције)
- Седација и анестезија (изазива супресију кашља и перисталтике и појаву хиповентилације)
- Антибиотици (антибиотицима нарушена резистенција микрофлоре, колонизација болничком микрофлором, резистенција и мутација бактерија и гљивица)
- Колонизација (носиоцима опортунистичких бактерија и гљивица)
- Латентне (скривене) инфекције (латентне инфекције унутарћелијским патогенима које се реактивирају имуносупресијом)

### Доприносећи фактори
- Неспровођење одговарајућег режима, првенствено занемаривање мера сталне дезинфекције и стерилизације
- Нерационална употреба антибиотика, што је довело до појаве резистентних сојева бактерија
- Све већа примена постојећих и стално увођење нових метода дијагностике и терапије сложеном апаратуром која се тешко или непотпуно може дезинфиковати или стерилисати
- Имплантација протетичког материјала (нпр стентова, протеза кука, пејсмејкера итд)
- Пресађивање (трансплантација) органа и примена имуносупресија у циљу спрачавања одбацивања трансплантата што умањује одбрамбене способности организма.

## Порекло болничких инфекција
Према пореклу настанка болничке инфекције могу бити;
- Ендогене; изазване микроорганизми нормалне флоре болесника (коју болесник доноси у болницу)
- Егзогене; изазване микроорганизмима који потичу из спољашње средине: болничко особље, болесници, посетиоци, болничко окружење.

## Епидемиологија болничких инфекција

### Епидемиологија болничких инфекција у свету
Како се у свету користи неуједначена методологија у праћењу болничких инфекција (нпр. дефиниција, врсте болничких инфекција, здравствене установе обухваћене надзором, укључивање или искључивање унетих инфекција итд), зато се међусобна поређења између појединих земаља, морају понекад узети са резервом и највећом могућом пажњом.
Сједињене Америчке Државе :
 Центар за контролу и превенцију болести (ЦДЦ) процењује да се у САД годишње јавља око 1,7 милиона болничких инфекције, изазваних свим врстама и комбинмацијама бактерија, и да проузрокују или да допринесе настанку око 99.000 смртних случајева сваке године.
Друга процене указују да се (10%), или 2 милиона, пацијента годишње у САД зарази у болницама, уз годишње трошкове за њихово лечење од 4,5 до 11 милијарди долара.
Француска : 
На националном нивоу, преваленција међу пацијентима у здравственим установама Француске је била (6,7%) у 1996 (5,9%) у 2001 и (5,0%) у 2006. Стопа болничких инфекција у Француској је била (7,6%) у 1996, (6,4%) у 2001. и (5,4%) у 2006.
У 2006, најчешће инфекције, према локализацији. су биле инфекције уринарног тракта (30,3%), пнеумопатије (14,7%), инфекције операционог поља (14,2%), инфекција коже и слузокоже (10,2%), остале респираторне инфекције (6,8%) и тровање крви (6,4%).
Стопе код одраслих пацијената у интензивној нези је била (13,5%) у 2004, (14,6%) у 2005, (14,1%) у 2006. и (14,4%) у 2007.
Такође, је у Француској процењено да болесници због болничких инфекција остају на лечењу додатних 4-5 дана. У периоду од 2004-2005, око 9.000 боленика је умрло сваке године од болничких инфекција, и да је око 4.200 боленика могло да преживи без ове инфекције.
Италија :
Подаци из 2000, показују да је инциденција болничких инфекција око (6,7%), односно да између 450.000 и 700.000 пацијената оболи, и да су оне изазвале између 4.500 и 7.000 смртних случајева. Истраживање у Ломбардији наводе инциденцију од 4,9% пацијената у 2000.
Велика Британија :
Процењује се да у овој земљи оболи око (10%) пацијената од болничких инфекција или (8,2%) у 2006.
Швајцарска :
 Процене у Швајцарској се крећу између (2% и 14%). Национална анкета је утврдила стопу од (7,2%) у 2004.
Финска :
 Процене се крећу на нивоу од 8,5% болесника у 2005.
Учесталост појаве неких од најчешћих болничких инфекција
| Локализација                 | Учесталост на број боленика          | Учестлост у односу на опрему-процедуру                                                    |
| ---------------------------- | ------------------------------------ | ----------------------------------------------------------------------------------------- |
| Инфекција уринарног тракта   | 2.34 на 100 примљених на лечење      | - 5.3-10.5 на 1000 катетер дана                                                           |
| Инфекција оперативне ране    | 4.6-8.2 на 1000 отпуштених са лечења | - 2.1-7,1% од броја постоперативних рана                                                  |
| Запаљење плућа               | 0.5-1.0 на 100 примљених на лечење   | - 9-47% болесника на вештачкој вентилацији, - 1-3% од броја дана на вештачкој вентилацији |
| Централна интравенска линија | -                                    | - 1,4% од броја пласираних централних катетера - 1,7 на 1000 катетер дан                  |

### Епидемиологија болничких инфекција у Републици Србији
На основу званично објевљених података (табела испод) најчешће локализације болничких инфекција у Републици Србији у 2009. биле су инфекције мокраћног система (32,7%), инфекције оперативног места (32,5%) и инфекције коже и меких ткива (15,4%)
| Ознака | Локализација болничке инфекције      | Број  | Проценат |
| ------ | ------------------------------------ | ----- | -------- |
| I      | Инфекције оперативног места          | 482   | 32,5     |
| II     | Инфекције мокраћног систем           | 486   | 32,7     |
| III    | Болничке Пнеумоније                  | 47    | 3,2      |
| IV     | Инфекције крви                       | 47    | 3,2      |
| V      | Инфекције коштано-зглобног система   | 1     | 0,1      |
| VI     | Инфекције кардиоваскуларног система  | 0     | 0,0      |
| VII    | Инфекције централног нервног система | 1     | 0,1      |
| VIII   | Инфекције ока, уха и носа            | 64    | 4,3      |
| IX     | Инфекције система за варење          | 40    | 2,7      |
| X      | Инфекције система за дисање          | 65    | 4,4      |
| XI     | Инфекције полног система             | 23    | 1,5      |
| XII    | Инфекције коже и меких ткива         | 229   | 15,4     |
| XIII   | Системске инфекције                  | 9     | 0,6      |
| -      | УКУПНО                               | 1.484 | 100      |
Највише стопе инцидеције болничких инфекција у периоду 2005-2009. (табела испод) бележе се на одељењима интензивне неге, ортопедије са трауматологијом и урологијом. У 2009. највиша стопа инциденције била је на одељењима интензивне неге (33%).
| Одељење                   | 2005        | 2006       | 2007       | 2008       | 2009       |
| ------------------------- | ----------- | ---------- | ---------- | ---------- | ---------- |
| Хирургија                 | 0,1 - 3,3   | 0,3 - 9,4  | 0,1 - 4,0  | 0,2 - 3,3  | 0,1 - 2,3  |
| Ортопедија/Трауматологија | 1,4 - 13,0  | 0,2 - 9,1  | 0,5 - 9,0  | 0,2 - 9,0  | 0,2 - 13,0 |
| Интензивна нега           | 21,7 - 56,9 | 3,1 - 27,7 | 0,5 - 40,6 | 0,3 - 18,0 | 0,0 - 33,0 |
| Урологија                 | 1,1 - 10,1  | 0,4 - 4,5  | 0,3 - 9,9  | 0,1 - 6,1  | 0,2 - 9,0  |
| Гинекологија/акушерство   | 0,3 - 9,9   | 0,1 - 10,5 | 0,1 - 5,7  | 0,1 - 3,1  | 0,3 - 8,0  |
Водећи проузроковач болничких инфекција у 2009. (табела испод) је Escherichia coli.
| Микороорганизам                    | Број изолата | Проценат |
| ---------------------------------- | ------------ | -------- |
| Staphyloccocus aureus              | 160          | 13,1%    |
| Staphyloccocus koagulaza negativan | 23           | 1,9%     |
| Еnterococcus                       | 99           | 8,1      |
| Citrobacter                        | 14           | 1,1%     |
| Enterobacter spp                   | 124          | 10,2%    |
| Escherichia coli                   | 221          | 18,1%    |
| Klebsiella spp                     | 122          | 10,0%    |
| Proteus mirabilis                  | 112          | 9,2%     |
| Morganela                          | 19           | 1,6%     |
| Аcinetobacter                      | 54           | 4,4%     |
| Pseudomonas spp                    | 151          | 12,4%    |
| Candida                            | 24           | 2,0%     |
| Остало                             | 98           | 8,0%     |
| Укупно                             | 1221         | 100,0%   |

## Надзор над болничким инфекцијама
Надзор (у медицини); подразумева систематско прикупљање, анализу и тумачење података о одређеном поремећају здравља, као и повратне информације онима који учествују у прикупљању података или њиховом коришћењу.
Надзор над болничким инфекцијама представља рутинско прикупљање података засновано на стандардним дефиницијама болничке инфекције.
Циљ надзора над болничким инфекцијама, је да се правовремено идентификују пацијенати код којих се развила нека болничка инфекција, како би се одмах примениле мере које спречавају преношење инфекције на друге пацијенте.
Сврха надзора над болничким инфекцијама, је да се смањи учесталост болничких инфекција а тиме и са њом повезани морбидитет, морталитет, и трошкови лечења.
Да би се успоставио ефикасан програм надзора над болничким инфекцијама најважније је да постоји континуирани мониторинг заснован на јасно дефинисаним стандардима. Зато је неопходно пре почетка активног надзора развити јасан план активности, који треба да обухвати:
- Јединствену дефиницију болничких инфекција.
- Дефинисање питања на која се тражи одговор (усвајање јединствених циљева и приоритета-законских прописа)
- Јединствену методологију прикупљања архивирања, преузимања, сажимања и тумачења података.
- Начин како ће архивирани подаци и реултати надзора бити доступни лекарима практичарима (као повратна информација),
- Начин како ће се информације користити како би допринеле променама (медицинским, техничким организационим, законским).
- Препоруке и едукација

Све компоненте квалитета надзора морају бити примењене функционално и оперативно, а то значи да се контрола квалитета заснива на квалитативном мерењу оправданости и прихватању самог програма од свих учесника Сталним ревизијама методологије надзора, кроз праксу, исту треба приближити идеалној.
Надзором се пратити висина стопа инциденције најучесталијих локализација болничка инфекција (у које спадају као најчешће инфекција оперативног места и мокраћног система), што се показало као јако корисно не само у праћењу стопе болничких инфекција већ и квалитет рада здравствених установа и њихов допринос бољем исходу лечења пацијената. У исто време надзор омогућава и поређење појаве болничких инфекција измађу болница унутар једне, или између више земља.

### Врсте надзора болничких инфекција
Према начину прикупљања података
- Пасиван надзор.; обављају особе које нису посебно задужене за надзор откривање и пријављивање болничких инфекција

- Пријава инфекција од стране клиничара
- Преглед историја болести након отпуста пацијената

- Активан надзор; огледа се у праћењу болничких инфекција на основу клиничких и административних података и микробиолошких анализа

- Обавља га обучено особље (сестра задужена за БИ и епидемиолог)
- Поставиљање дијагнозе инфекције на основу свих критеријума (не само микробиолошких већ и клиничких)
- Утврђивање да ли инфекција има карактер болничке инфекције

Према извору података
- Базиран на подацима из лабораторије
- Базиран на подацима о болесницима

Извори података могу да буду; температурне листе и историје болести, подаци о инвазивним процедурама,
терапија антибиотицима (надзор над потрошњом антибиотика), лабораторијски тестови, књиге евиденција сестара (анестезиолога)
Према времену извођења
- Студије преваленције (надзор над болничким инфекцијама путем преваленције)
- Студије инциденције (надзор над болничким инфекцијама праћењем инциденције)

Према обиму прикупљања података
- Свеобухватан (све болничке инфекције)
- Циљани (само инфекције операционих места на хирургији; само пнеумоније на плућним одељењима, по приоритетима итд)

### Историјат надзора над болничким инфекцијама
- је 1955. први предложио запошљавање лекара за надзор над болничким инфекцијама у свакој болници.
- је 1959. у Енглеској увео прву медицинску сестру за надзор болничких инфекција.
- Национални систем надзора над болничким инфекцијама прво је организован у САД (енгл. National Nosocomial Infections Syrveillance System - NNIS), и започео је да се врши у око 60, а данас обухвата више од 300 болница[24].
- Знатно касније оснивају се и национални системи надзора у Европи. Прво у Белгији (започет 1991),[25] Француској (1992).[26] и Енглеској (1993).[27] Поред тога, Француска је била прва земља у Европи која је одредила параметре према којима болничке инфекције представљају показатеље квалитета рада здравствених установа[28].
- У Србији је надзор над болничким инфекцијама започео 1997. доношењем „Одлуке о мерама за заштиту од ширења заразних болести унутар здравствених установа“ Министарства здравља Србије. Већ следеће године изведена је прва национална студија преваленције болничких инфекција, што је представљало први корак у организацији националног система Републике Србије за надзор над болничким инфекцијама[29]
- Прва национална студија преваленције болничких инфекција на територији републике Србије, обухватила је 27 болница и 7.115 пацијената. Учествовање болница било је на принципу добровољности а у студији су биле дефинисане две групе циљева:

- Општи циљ; је био да се сагледа преваленција болничких инфекција на територији Србије као и преваленција у болницама које су учествовале у студији и мотивисање здравствене раднике за рад на спречавању и сузбијању болничке инфекције.
- Посебни циљеви; су били сагледавање основних епидемиолошких карактеристике болничких инфекција у здравственим установама које су учествовале у овој студији (најчешћу локализацију болничких инфекција, врсту најчешћих проузроковаче болничких инфекција у Србији као и њихову резистенцију на антибиотике и коришћење антибиотика)
Такође ова студија је имала и задатака да дефинише националну стратегију прикупљања података о преваленцији болничких инфекција, обезбеђивање здравственим установама корисних информације за њихов рад у спровођењу програма за спречавање и сузбијање болничких инфекција и подстицање здравствене раднике да сагледају, прате и врше превенцију и сузбијање болничких инфекција, као и да омогући здравственим установама које још нису започеле надзор над болничким инфекцијама да њиме овладају.

- У јуну 2007. у Србији је донет први „Правилник о показатељима квалитета здравствене заштите“[30] Према овом Правилнику,
„...под показатељем квалитета подразумева се квантитативан показатељ који се користи за праћење и евалуацију квалитета неге и лечења пацијената, као и подршка активностима здравствене заштите. Показатељи квалитета обухватају показатеље квалитета рада здравствене установе, као и показатеље квалитета који се односе на: рад комисије за унапређење квалитета рада, стицање и обнову знања и вештина запослених, вођење листа чекања, безбедност пацијента, задовољство корисника услугама здравствене службе и задовољство запослених.“